# 16 км (зупинний пункт, Придніпровська залізниця)
16 кіломе́тр — пасажирська зупинна залізнична платформа Запорізької дирекції Придніпровської залізниці на лінії Чаплине — Пологи.
Платформа розташована на північно-східній околиці смт Покровське Покровського району Дніпропетровської області між станціями Чаплине (16 км) та Мечетна (6 км).
На платформі зупиняються дизельпотяги.